# Estación de Bustarviejo-Valdemanco
Bustarviejo-Valdemanco es una estación de ferrocarril situada en el municipio español de Bustarviejo, en la Comunidad de Madrid. La estación, perteneciente al ferrocarril directo Madrid-Burgos, en la actualidad carece de servicio de viajeros.

## Situación ferroviaria
La estación pertenece a la línea férrea de ancho ibérico Madrid-Burgos, situada en su punto kilométrico 57,9. Se halla entre las estaciones de Miraflores de la Sierra y Valdemanco, a 1100 m s.n.m. El tramo es de via única y está sin electrificar.

## Historia
Las instalaciones ferroviarias de Bustarviejo-Valdemanco forman parte del ferrocarril directo Madrid-Burgos. La estación fue construida por presos republicanos entre 1944 y 1952. Finalmente, la línea fue inaugurada el 4 de julio de 1968, tras haberse prolongado las obras varias décadas.
Después de su inauguración Bustaviejo-Valdemanco fue una de las estaciones de la línea que registró más circulaciones, ya que además de los trenes regionales también circulaban unos ferrobuses con salida de Madrid y destino Bustarviejo. Los trenes de este servicio, que fue antecesor de lo que más adelante serían los servicios de Cercanías, tenían parada en todas las estaciones del trazado hasta Bustarviejo-Valdemanco. Sin embargo, dada la demanda de tráfico de la época, esta oferta resultó excesiva y fue eliminada.
De todas formas la estación nunca fue un gran foco de viajeros ya que se encuentra bastante alejada de Bustarviejo, que está bastante bien servida por autobuses. A pesar del nombre, esta estación no da servicio a Valdemanco, aunque hay una carretera que comunica la estación con dicho pueblo para el cual se construiría un apeadero. Con la decadencia de la línea escasearon los trenes y más aún los viajeros, hasta que finalmente esta estación fue eliminada como parada comercial en 1998 con la supresión del único tren regional que quedaba circulando por la línea. Sin embargo y al contrario de la mayoría de estaciones de esta línea, la estación de Bustarviejo-Valdemanco se encuentra en perfectas condiciones gracias a su función de cargadero de bloques de granito y al hecho de estar dotada de personal. 

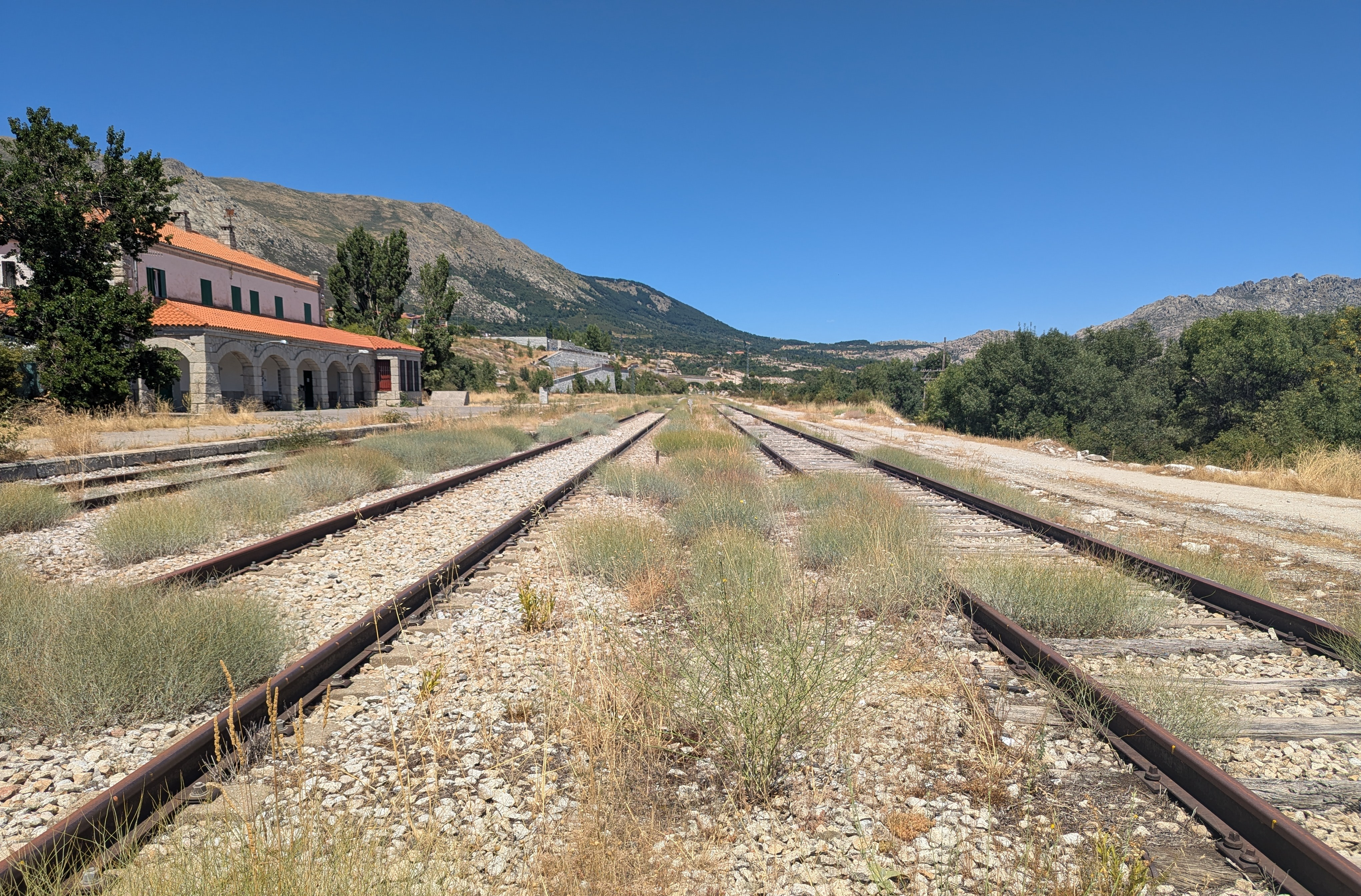
Playa de vías

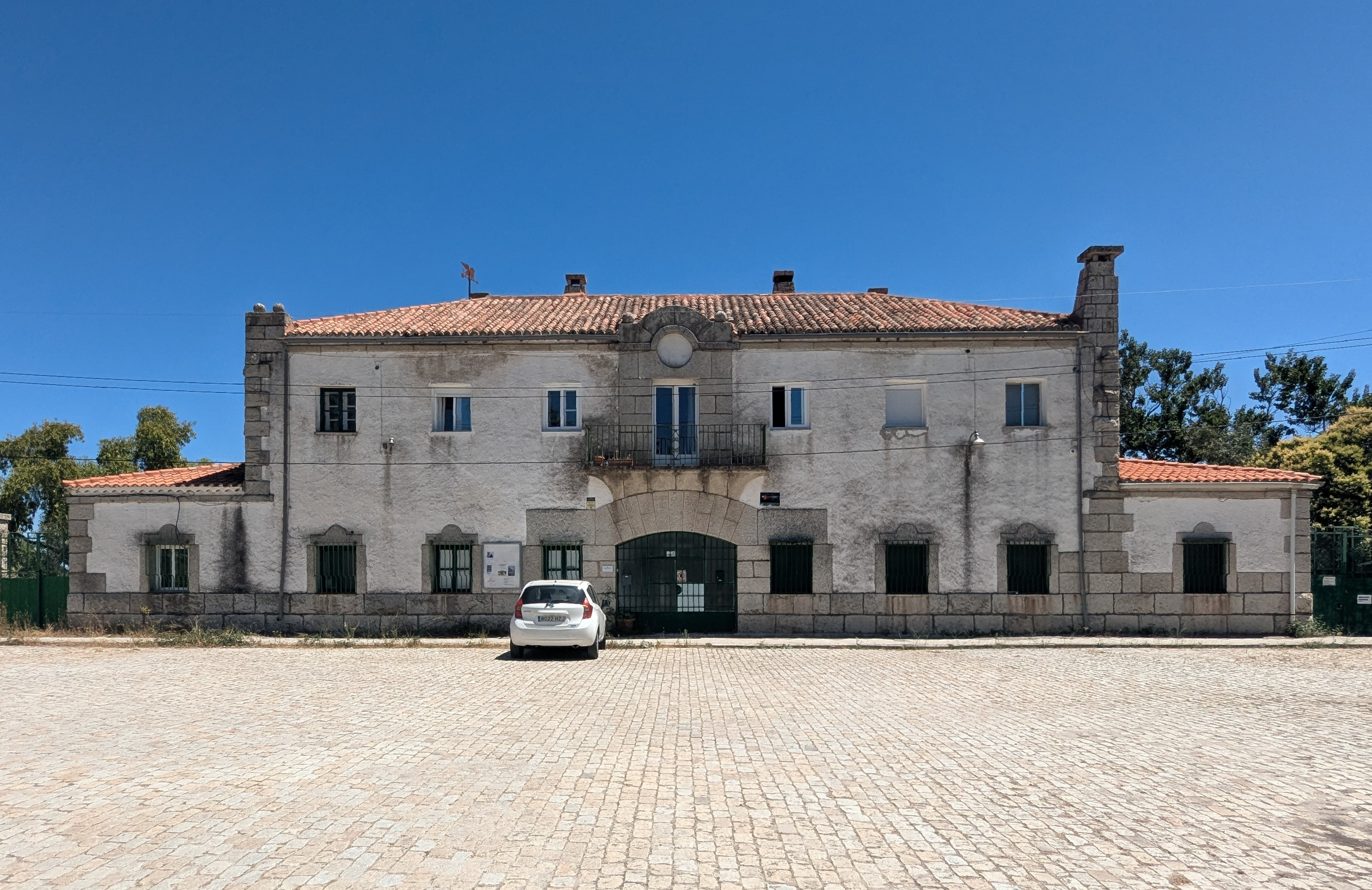
Edificio de viajeros

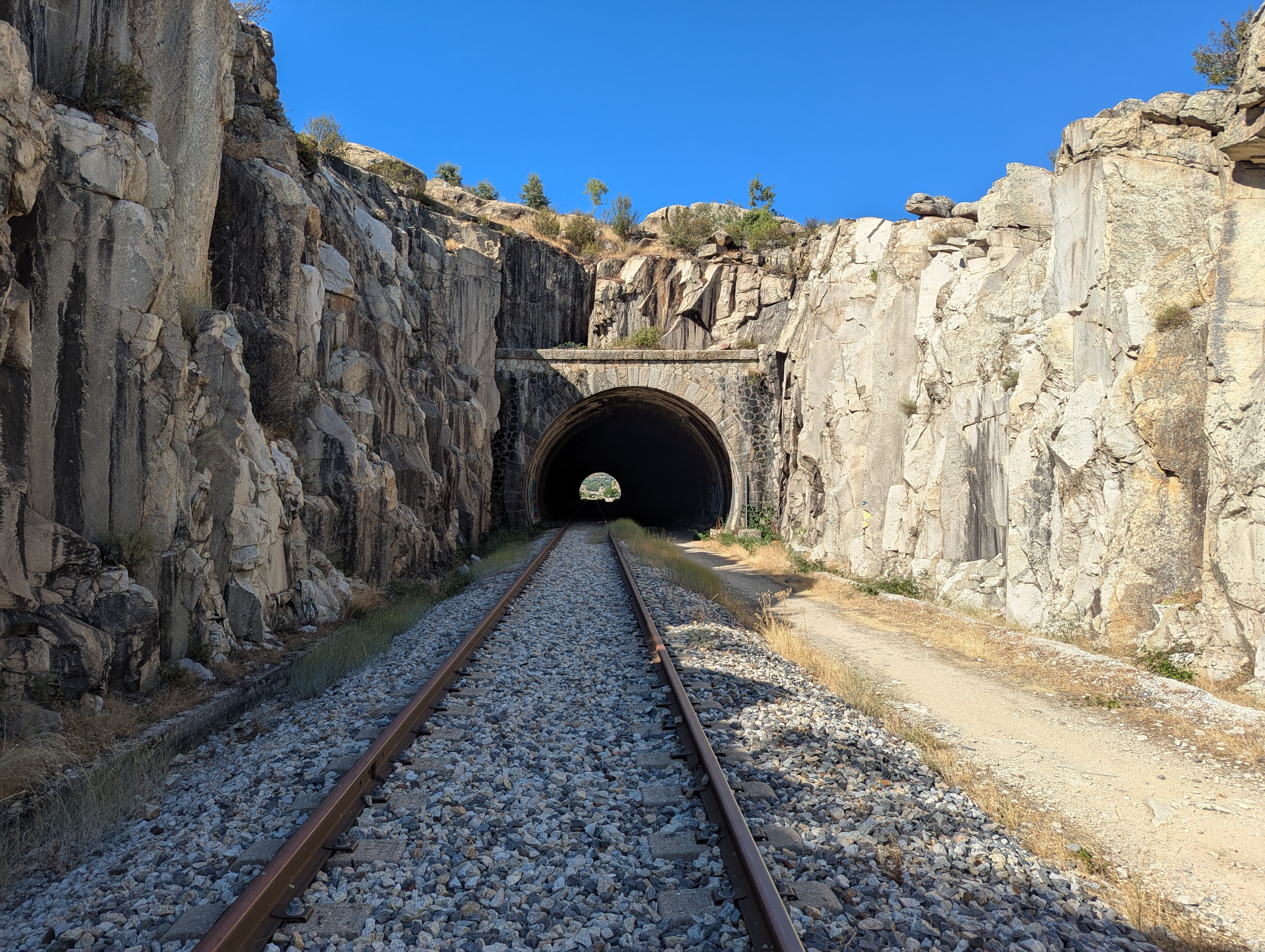
Túnel en las proximidades de la estación

Desde enero de 2005, con la extinción de RENFE, el ente Adif pasó a ser el titular de las instalaciones ferroviarias. Tras el derrumbe en el túnel de Somosierra, en 2011, no circulan servicios ferroviarios por este tramo.

### Futuro
En un futuro podría formar parte de la red de cercanías ya que en los últimos tiempos se ha producido un desarrollo urbanístico cerca de la estación.
Se habló en 2007 de un llamado «tren de la sierra» que iría desde Colmenar Viejo hasta la estación de Robregordo-Somosierra pero finalmente este servicio no se realizó.

## La estación
Se encuentra en la salida de una rotonda de la carretera  M-631 , a 2,7 km del centro de la localidad de Bustarviejo.
En la actualidad, el edificio de viajeros está cedido por Adif como un espacio comunitario y colaborativo, involucrado en temas medioambientales, científicos y educativos.
El edificio de viajeros es de dos alturas, estando la planta baja porticada en parte. Está realizado en piedra y presenta disposición lateral a la via. Dispone de tres vías, estando la vía general entre las derivadas. Un andén de madera fue añadido más tarde para que los trenes con parada tuvieran acceso a andén sin entrar a vía derivada.